# 張夬
張夬（？—17世紀），字庭映，號撤藩，鎮江府丹陽縣人，明朝、南明政治人物。

## 生平
張夬是天啓四年（1624年）甲子科舉人，崇禎四年（1631年）辛未科進士，大理寺观政，獲授諸暨知縣，他在當地興建明倫堂教化人民；七年调任会稽县，九年升礼部儀制司主事，歷遷员外、郎中，十二年遷任濟南知府，招徠安撫居民，先後殲滅李先兆、李汝樹聯合白蓮教胡奎揚攻府的亂軍，又平定武定州的亂事，轉任監兌參議後罷官。
弘光年間朝廷起用張夬為福建副使，升官參議、按察使；迎立隆武帝後擢任戶部右侍郎，與李兆監督錢法，其後投降清朝，後事不詳。

## 引用
1. 1 2  錢海岳《南明史·卷四十三·列傳第十九》：夬，字庭映，丹陽人。崇禎四年進士。授諸暨知縣。建明倫堂，作人稱盛。遷濟南知府，招徠撫字。李先兆、李汝樹合白蓮教胡奎揚攻郡邑，殲之。又定武定州亂，撫安守夏。轉監兌參議罷。
2. ↑  《崇祯四年辛未科三百五十名进士履历》：张夬，撤藩，易五房，辛丑十一月二十八日生。丹阳人，甲子三十五，會一百四十六，三甲一百五十七名。大理寺政，授诸暨知县，甲戌调会稽县，丙子升儀制司主事，己卯升济南知府。曾祖溥。祖宗经。父一治。
3. ↑  錢海岳《南明史·卷四十三·列傳第十九》：紹宗起（李兆）故官，與張夬同督錢法。……弘光時，起（張夬）福建副使，歷參議按察使，迎立紹宗，擢戶部侍郎。後降於清。